# Fontes Rocha
José Fontes Rocha ComM (Porto, 20 de setembro de 1926 – Lisboa, 15 de agosto de 2011) foi um exímio executante e compositor em guitarra portuguesa.

## Biografia
Aos 12 anos, impulsionado por seu avô paterno, Joaquim Rocha, que era compositor e regente de banda, aprendeu solfejo e iniciou-se em violino. Todavia, influenciado pelo pai, António Rocha, que tocava guitarra portuguesa entre amigos, a partir dos 16 anos passou a dedicar-se a este instrumento a par do exercício na profissão de electricista. Daqui e no decurso dos quinze anos seguintes, partilhou conhecimentos e saudável concurso fadista entre os destacados dedilhadores nortenhos daquela época, Álvaro Martins, barbeiro, e Samuel Paixão, empregado bancário.
Apreciador dos mais destacados guitarristas de então, Raúl Nery, Carlos Paredes, Francisco Carvalhinho e José Nunes, em 1956 e a convite deste último, decidiu experimentar a tarimba lisboeta, integrando o elenco artístico do Restaurante Patrício, na Calçada do Carriche. Porque logrou emprego nos Correios, optou por radicar-se na capital, enquanto mais se embrenhava na lide fadista. Tocava no retiro do Pampilho, também na Calçada do Carriche, quando a gerência da conceituada Adega Mesquita o contratou a tempo inteiro, o que lhe permitiu, com sustentação garantida, profissionalizar-se como guitarrista.
É a partir da Adega Mesquita que passa a acompanhar o então famoso Fernando Farinha e realiza várias digressões ao Canadá e aos Estados Unidos (1962). Integrando o quarteto de guitarras encabeçado por Raúl Nery, ao lado de Júlio Gomes e Joel Pina, alcança o apreço e a amizade de Amália, de quem em breve passa a acompanhante dilecto nas primeiras deslocações da diva pelo mundo. Das geniais composições de Alain Oulman para Amália Rodrigues, foi o providencial dedilhador e solista dos vários trechos passados à guitarra portuguesa.
Fontes Rocha, no decurso da sua longínqua carreira e além do largo reportório musical que compôs, acompanhou as mais lídimas e bem posicionadas vozes da ribalta fadista.
Segundo opinião do instrumentista Pedro Caldeira Cabral, Fontes Rocha tomava «como modelos os estilos dos históricos Armandinho e José Nunes, cuja influência no seu tipo de sonoridade é perfeitamente reconhecível. Desenvolveu no entanto, com persistência notável, uma série de aperfeiçoamentos na sonoridade das guitarras, introduzindo técnicas de surdina, redesenhando também a forma das unhas e o ângulo de ataque das cordas».
Logo após seu passamento, o jornal Público convidou o editor de música gravada David Ferreira a pronunciar-se sobre os méritos de Fontes Rocha, tendo este considerado tratar-se de um guitarrista revolucionário e arranjador genial, que preferia sempre o serviço aos holofotes. Referiu ainda: É sabido que a música precisa de artistas e de carregadores de pianos, mas é difícil encontrar alguém como José Fontes Rocha, tão bom a ligar os cabos como a fazer a luz.
Em 2005, recebeu o Prémio Amália Rodrigues para Melhor Compositor de Fado.
A 8 de junho de 2010, foi agraciado com o grau de Comendador da Ordem do Mérito.
Era avô de outro renomado guitarrista, Ricardo Rocha. 